# Oei, oei (album van Jan Boezeroen)
Oei, oei is een muziekalbum van Jan Boezeroen uit 1972. Het album werd geproduceerd door Jack de Nijs die met Jan Sebastiaan een groot deel van de nummers schreef. Op het album staan Boezeroens eerste successen, zoals De fles, Ze zeggen en Oei, oei.
Het album stond 6 weken in de Album Top van Veronica en behaalde daar nummer 13 als hoogste positie. Het werd bekroond met een gouden plaat.

## Nummers
| Nr. | naam                 | schrijver                             |
| --- | -------------------- | ------------------------------------- |
| A1  | Oei, oei             | Jack de Nijs en Jan Sebastiaan        |
| A2  | Ze zeggen            | Jack de Nijs en Jan Sebastiaan        |
| A3  | De fles              | Henk Paauwe en Jan de Koning          |
| A4  | Midden in de nacht   | Jack de Nijs en Jan Sebastiaan        |
| A5  | Hé hé, kijk daar 'ns | Jack de Nijs en Jan Sebastiaan        |
| A6  | Angelica             | Jack de Nijs en Jan Sebastiaan        |
| B1  | O wat zie ik         | Jack de Nijs en Jan Sebastiaan        |
| B2  | Nog eentje dan       | jack de Nijs en Jan Sebastiaan        |
| B3  | Het whisky lied      | Nico Haak en A. Lopikerwaard          |
| B4  | Boko boko            | Jack de Nijs, Brent en Jan Sebastiaan |
| B5  | Een neutje           | Jack de Nijs en Jan Sebastiaan        |
| B6  | Ik heb niks gezien   | Ad van de Gein en Bas van Toor        |